# خلیل‌آباد (اردبیل)
خلیل‌آباد  روستایی است که در استان اردبیل، شهرستان اردبیل، بخش هیر، دهستان فولادلوی شمالی و در فاصله ۸ کیلومتری روستای یایچی  قرار دارد.

## جمعیّت
بر اساس سرشماری سال ۱۳۸۵ جمعیّت این روستا ۱۹۵۵ نفر با ۳۹۶ خانوار بوده‌است.